# Barbara Crane
Barbara Crane (19. března 1928 Chicago – 7. srpna 2019 tamtéž) byla americká umělecká fotografka narozená v Chicagu. Crane pracovala s různými materiály včetně Polaroidu, želatinostříbrného procesu nebo platinotypie. Byla známá díky své experimentální a inovativní práci, která zpochybňovala přímou fotografii začleněním sekvenování, vrstvených negativů a vícenásobné expozice. Naomi Rosenblum poznamenává, že Crane „propagovala opakování, aby zprostředkovala mechanický charakter většiny současného života, a to i ve svých rekreačních aspektech“.

## Vzdělávání a učitelská kariéra
Crane zahájila studium dějin umění na Mills College v Oaklandu v Kalifornii v roce 1945. V roce 1948 se přestěhovala na New York University.
V roce 1950 obdržela titul BA v dějinách umění na New York University. Poté, co Barbara Crane znovu zahájila svou kariéru ve fotografii, ukázala v roce 1964 portfolio své práce Aaronovi Siskindovi a byla přijata do postgraduálního programu fotografie na Institutu designu na Illinois Institute of Technology. Crane pak studovala u Siskinda na Institute of Design, Illinois Institute of Technology a získala titul MS od Institute v roce 1966.
Craneova magisterská diplomová práce se zaměřila na „sochařské vzory prostřednictvím abstrakcí lidského těla“. Snímky této série zobrazují těla proti bílému nebo černému pozadí – přeexponovaná, přehnaně rozvinutá povaha filmu tyto těla mění v abstraktní obrysy. John Rohrbach říká: „Každé tělo se téměř rozpouští a stává se klikatou řekou protékající zasněženou krajinou. Toto nervózní spojení mezi tím, co je vidět, a tím, co je známé, by se stalo ústředním tématem její kariéry. “
Během magisterského studia na Institutu designu na Illinois Institute of Technology byla Crane najata, aby zahájila a vedla fotografický program na New Trier High School, Winnetka ve státě Illinois, kde tři roky vyučovala. Osmnáct měsíců po absolvování oboru ID si zajistila pozici pro výuku fotografie na School of Art Institute of Chicago, kterou vykonávala od roku 1967 až do roku 1995, mezitím se v roce 1978 stala profesorkou. Během své pedagogické kariéry Crane také cestovala jako hostující profesorka a umělkyně pro instituce včetně Akademie umění a designu Bezalel v Jeruzalémě (1987), Cornell University Ithaca v New Yorku (1983), školy Muzea výtvarných umění Boston (1979), University of Arts ve Philadelphii (1977) a Institut designu na Illinois Institute of Technology v Chicagu (1969).
V roce 1971 navštívila Crane Ansela Adamse v jeho domově, aby mu ukázala výběr své práce. Adams řekl asistentovi: „Podívejte, říkal jsem vám, že fotografové mohou stále dělat něco jiného“, když si prohlédli její sérii Repeats. Po tomto setkání, Adams najal Barbaru Crane, aby v letech 1977–1980 vedla semináře v Národním Yosemitském parku. Během Guggenheimova stipendia Craneové (1979) spolupracovala s Centrem pro kreativní fotografii v Tucsonu v Arizoně, aby vytvořila retrospektivu své práce. Během svého působení v Bostonu začala spolupracovat s Polaroid Corporation a prostřednictvím Polaroid Artist Support Programme v řadě svých cyklů experimentovala s černobílými a barevnými fotografickými materiály Polaroid.
V roce 1995 se Crane stala emeritní profesorkou na School of Art Institute of Chicago.

## Projekty
- Oficiální fotografka komise pro historické a architektonické památky v Chicagu (1972–1979). Během tohoto sedmiletého projektu Crane fotografovala design a budovy v oblasti Chicaga.[8]

- Neon Series (1969) je série „juxtaposing neonová světla přes tváře jako slavnostní městské masky“.[3] Fotografie zachycují tváře lidí opouštějící obchodní dům Carson Pirie Scott. John Rohrbach poznamenává, že překrývání neonů na tvářích kupujících naznačuje „obchodní nadvládu“ nad nimi.[6]

- People of the North Portal (1970–1971) zachycuje reakce lidí opouštějících Chicagské muzeum vědy a průmyslu – tato série se zaměřuje na lidské zkušenosti.[9]

- Série Chicago Beaches and Parks (1972) trvá po stylizaci pouliční fotografie. Crane fotografovala neexponované osoby při jejich návštěvách parků a pláží v Chicagu. John Rohrbach poznamenává: „poskytují velkou sociologickou studii veřejné činnosti: tanec, dvoření, výchovu dětí, předvádění, opalování na slunci a dokonce pořizování snímků“.[6]

- Wrightsville Beach, North Carolina (1974) kombinuje více filmových formátů (4x5 palců a kinofilm). Tento projekt líčí obyvatele a všechny domy na poloostrově Wrightsville Beach při východu a západu slunce.

- Baxter Labs (1974–1975) je korporátní provize pro farmaceutickou společnost Baxter Travenol Laboratories se sídlem v Deerfieldu v Illinois. Společnost požádala Barbaru Crane, aby pomohla vytvořit dvacet šest nástěnných maleb o rozměrech přibližně 8 x 10 stop, zobrazující laboratorní vybavení se scénami podle jejího výběru. Nástěnné malby již neexistují, ale Crane kopie snímků archivovala.[3]

- Repeats (1969–1978) a Petites Choses (1974–1975) kombinují řadu opakovaných obrázků do vzorů tiskem proužků 35mm filmových rámečků přímo na fotografický papír. Crane odkazuje na hudbu jako na vliv v těchto sériích a uvádí: „Když jsem dělala série Repeats a Petites Choses, dělala jsem si poznámky na symfonii jako vizuální diagramy crescendos, legatos a staccatos, abych rozšířila své vizuální zážitky.“[3] Tyto série tvoří gobelín obrazů ovlivněných hudbou.

- Chicago Loop (1976–1978) obsahuje obrazy stavebních zdí v Chicagu v centru Loopu. Fotografie byly pořízeny kamerou 5x7 palců a vizualizovány na skleněném podkladu fotoaparátu, aby se abstraktní souhry a přilehlosti vrstev budov zvýraznily a zdůraznily opakování, vrstvení a zmatení tvarů.[10]

- Commuter Discourse (1978) se zaměřuje na světlo a stín. Crane fotografovala davy lidí během dopravní špičky pomocí 35mm Leica s širokoúhlým objektivem 21mm. Výsledné snímky zobrazují části lidských postav a jejich stíny, které sahají až k okrajům rámu. Zaměření cyklu spočívalo spíše na tvary postav než na totožnost jednotlivců.[3][6]

- Monster Series, Chicago Dry Docks (1983) využívá detailní pohled zblízka a blesk na fotoaparátu, aby zkreslila detaily lodi.

- Visions of Enarc (1983–1986) experimentuje se širokým úhlem pohledu, zblízka, s bleskem a přehnanou expozicí ovlivňující pozdější cyklus Wipe Outs. Barbara Crane poznamenává, že Visions of Enarc „vytváří alternativní svět současně neskutečný, zlověstný a romantický.“[11]

- Wipe Outs (1986) experimentuje s bleskem a přeexponováním. Přeexpozice vymaže individuální identitu, ale zachytí běžné lidské chování.[3]

- Objets Trouvé (1982–1988) pramení ze zájmu Barbary Crane o vyřazené předměty, jejich životní cykly a transformaci. Poznamenává, že série „ztělesňuje návrh lidské evoluce a lidských úmrtí“.[11]

- Coloma to Covert (1987–2013) je série zahrnující 26 let práce. Tyto fotografie byly pořízeny v zalesněné oblasti podél jezera Michigan v jihozápadním Michiganu mezi dvěma malými městy Coloma a Covert, kde Crane koupila chatičku v roce 1987. Série se zaměřuje na formu, abstrakci a světlo.

- Sand Findings (1992–1993) je řada, která používá velmi omezené zaostření některých částí obrazu a dalších mimo zaostření. Výsledné obrázky ztěžují určení prostoru.[6]

- Schisms (2001) je řada, která kombinuje barevné snímky z lesa a vytváří zajímavé a jedinečné párování.

- Still Lifes (1997–2002) izoluje mrtvá zvířata a nachází přírodní objekty na černém pozadí.

- Inner Circles (2003–2004) se skládá z několika kruhových rámečků připomínajících peepholes s opakovanými obrazy přírody nebo města pořízenými v Chicagu i v lesích.[6]

## Ocenění a sbírky
Crane získala několik stipendií a grantů, například Illinois Arts Council Artists Fellowship (2001), National Endowment for Arts Grant (1988, 1974), Polaroid Corporation Materials Grants (1979–1995) nebo John Simon Guggenheim Memorial Fellowship ve fotografii (1979).
Crane byla pedagožkou v Národní společnosti pro fotografické vzdělávání (1993); významnou umělkyní v Union League Clubu v Chicagu v Illinois (2006); a významnou umělkyní na Brownově univerzitě v Providence na Rhode Island (2006). Mezi její ocenění patří také YWCA za vynikající úspěchy (1987) a cena Ruth Horwichové pro slavného chicagského umělce (Chicago, Illinois, 2009). V roce 2013 získala titul artist honoree v uměleckém centru Hyde Park Art v Chicagu ve státě Illinois.
Její díla jsou zastoupena v mnoha veřejných sbírkách včetně Mezinárodního centra pro fotografie v New Yorku; George Eastman House, Rochester, NY; Institut umění v Chicagu; Muzeum J. Paula Gettyho, Los Angeles; Národní muzeum moderního umění, Kjóto, Japonsko; Muzeum současného umění v Chicagu; muzeum výtvarných umění, Houston; a muzeum fotografie WestLicht, Vídeň, Rakousko.
Archiv umělkyně je uložen v Centru kreativní fotografie na Arizonské univerzitě v Tucsonu.